# بخش گوشن (شهرستان کلرمونت، اوهایو)
بخش گوشن (به انگلیسی: Goshen Township) یک منطقهٔ مسکونی در ایالات متحده آمریکا است که در شهرستان کلرمونت، اوهایو واقع شده‌است.
 بخش گوشن ۸۸٫۶ کیلومتر مربع مساحت و ۱۵٬۵۰۵ نفر جمعیت دارد و ۲۵۹ متر بالاتر از سطح دریا واقع شده‌است.